# Héctor Baldassi
Héctor Walter Baldassi (ur. 5 stycznia 1966 w Río Ceballos) – argentyński sędzia piłkarski. Został międzynarodowym sędzią w 2000 roku. Zna język hiszpański i angielski. Został wybrany jako sędzia na mundial w 2010.